# Caro Derkx
Caro Derkx (Arnhem, 30 juli 1995) is een Nederlandse actrice en theatermaker. In 2019 studeerde ze af aan de toneelacademie Maastricht met de solovoorstelling ME, MYSELF and SIR ROGER SCRUTON. Hiervoor ontving zij de Henriëtte Hustinxprijs 2019 en Het Debuut 2019. Vanaf seizoen 2020 is ze verbonden aan Frascati Producties in Amsterdam. Waar ze in 2021 de solovoorstelling ‘A Portrait of the Artist, in RED, YELLOW and BLUE’ maakte. In 2022 maakte ze bij Frascati Producties ‘EMMA WATSON - THE PLAY’, waarin ze samen met actrice Nora El Koussour te zien is als Emma Watson. In 2024 maakte ze samen met Wilfried de Jong de voorstelling 'Haar in de wind' over hun liefde voor fietsen. 
Caro Derkx is kernlid van de Sociaal Creatieve Raad.

## Filmografie
- 2015-2016 - Rundfunk, als Frederique
- 2015 - SpangaS, als Lilian
- 2018 - Nieuwe buren, als Daan
- 2023 - Santos, als Martine